# HMS Agamemnon (1852)
Pour les autres navires du même nom, voir HMS Agamemnon.
Le HMS Agamemnon est un navire de ligne de deuxième rang construit pour la Royal Navy en 1852. Il s'agit du premier navire de guerre à vapeur britannique, en réponse au Napoléon, construit pour la marine française. 

## Conception
Le HMS Agamemnon est ainsi l'un des premiers navires à vapeur conçus pour la guerre. La technologie en étant à ses débuts, il garde ses trois mâts et ses voiles afin de pouvoir utiliser le vent. De 230 pieds (70 m) de long, le navire de ligne dispose de 91 canons à rechargement par la bouche et d'un équipage de plus de 800 hommes. Il possède encore l'allure d'un navire de ligne de la marine à voile, la différence notable étant la cheminée qui dépasse à l'arrière du grand mât. Avec sa machine à vapeur de 600 chevaux en route, l'Agamemnon peut atteindre une vitesse de  11,24 nœuds (20,82 km/h).

## Histoire

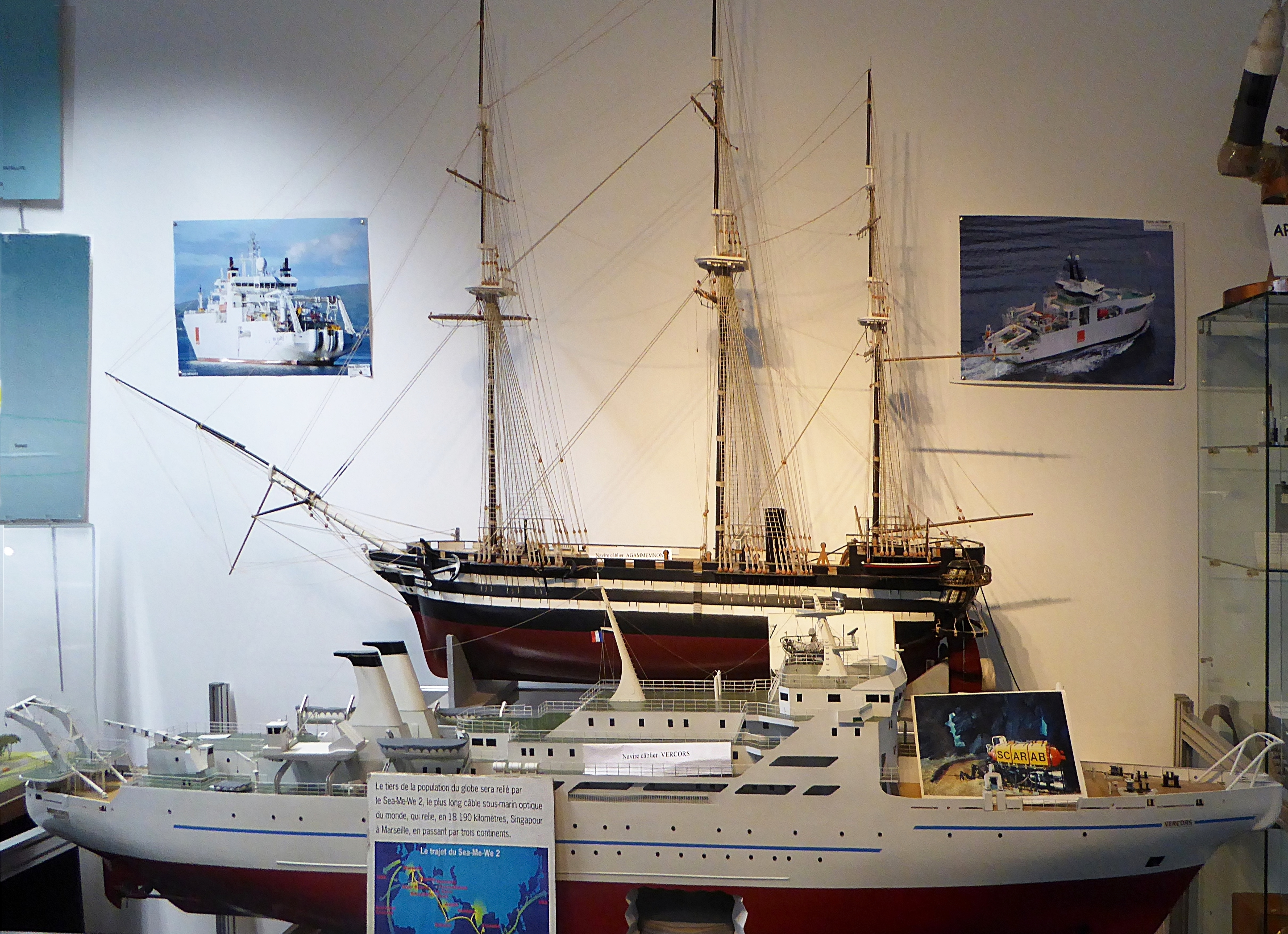
Maquette du navire câblier HMS Agamemnon, en arrière-plan.

Après son entrée en service en 1852, l'Agamemnon rejoint la Mediterranean Fleet. Début mai 1854, le navire est détaché dans l'est de la mer Noire en tant que navire amiral du contre-amiral Lyons. Celui-ci, aux commandes d'une petite escadre, est accompagné d'un détachement de la marine française commandé par le commodore de Chabannes, dont le navire amiral est le Charlemagne, 80 canons. Le but de cette expédition est de faire respecter l'interdiction faite aux marchands russes d'entrer en mer Noire à la suite du début de la guerre de Crimée. Après plusieurs escarmouches sans importance, la flotte retourne à Varna. Elle quitte la baie de Baltchik le 7 septembre et fait route vers Balaklava, escortant la force de débarquement alliée destinée à la prise de Sébastopol. Le 17 octobre, l'escadre, rejointe par d'autres navires et ainsi constituée de plus d'une vingtaine de vaisseaux de ligne, procède alors au bombardement de Sébastopol. Lorsque l'Agamemnon quitte son poste, il a encaissé 240 tirs et déplore 4 morts et 25 blessés, et a dû éteindre deux incendies qui s'étaient déclarés durant la bataille.
Le navire passe le reste de l'année 1854 et le début de l'année suivante à l'abri des baies de Kamiech et de Balaklava, assistant à la bataille de Balaklava le 25 octobre et évitant une tempête le 14 novembre. Le 22 mai 1855, une expédition part de Kamiech afin de prendre la ville d'Azov. Escortée par plusieurs navires, dont l'Agamemnon, la force de débarquement arrive à Kertch le 24. Dès le lendemain, Kertch et Ieni-Kale capturées, une escadre franco-britannique est déployée dans la mer d'Azov. Le lendemain, elle pille les abords de Berdiansk. Le 28, après avoir réduit au silence le fort d'Arabat, l'escadre anglaise se sépare de son homologue française. Le 29, elle débarque un détachement de marines qui mettent le feu à plusieurs navires du côté de Genitchi, malgré un ennemi supérieur en nombre. En tout, l'Agamemnon et son escadre ont coulé 4 navires de guerre à vapeur ennemis, 246 navires marchands et détruit des stocks de blé et de farine d'une valeur de 150 000 £.
Début  juin, l'escadre britannique continue son pillage de la côte; Taganrog le 2, Mariopol le 5, Gheisk le 6 sont brûlées et pillées. Elle retourne ensuite à Balaklava qu'elle atteint le 15. Début juillet, plusieurs marins de l'Agamemnon et d'autres navires mènent avec succès une expédition vers Genitchi, trois de ces hommes se voyant remettre une croix de Victoria. Le navire alterne entre bombardement des positions ennemies et expéditions à terre, jusqu'à la fin du siège de Sébastopol. 
De 1857 à 1858, l'Agamemnon sert de câblier en Atlantique, posant la partie est de ce qui allait devenir le premier câble sous-marin télégraphique transatlantique. Après un retour en Méditerranée en 1860, le navire de ligne est finalement retiré du service en 1870.